# 佐野春五

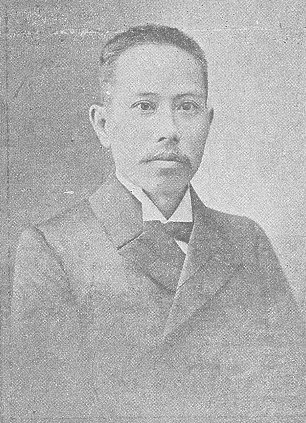
佐野春五

佐野 春五（さの しゅんご、万延元年11月11日（1860年12月22日） – 昭和5年（1930年）8月14日）は、日本の衆議院議員（立憲国民党）。弁護士。

## 経歴
淡路国津名郡塩田村（現在の兵庫県淡路市）出身。徳島慶應義塾で学んだ後、1876年（明治9年）から慶應義塾本校で学んだ。一度郷里に戻った後、1885年（明治18年）に再び上京し、東京専門学校（現在の早稲田大学）を経て、英吉利法律学校（現在の中央大学）に入った。1887年（明治20年）、英吉利法律学校を卒業し、代言人試験に合格した。神戸市で弁護士を開業し、神戸弁護士会長を務めた。また塩田村会議員、兵庫県会議員を歴任した。
1908年（明治41年）、第10回衆議院議員総選挙に出馬し、当選を果たした。
その他、『神戸新報』記者、破産管財人などを務めた。